# Museo Tin Marín
El museo Tin Marin está ubicado en la ciudad de San Salvador, El Salvador. Es un espacio cultural y educativo dedicado a niñas y niños. Su misión es contribuir a la formación de la niñez en ciudadanos integrales y creativos mediante el aprendizaje significativo y la experimentación divertida. Sus instalaciones están ubicadas a un costado del parque Cuscatlán— son administradas por la Asociación Museo de los Niños y  ofrece 32 exhibiciones interactivas donde niñas y niños descubren, juegan y aprenden. Fue inaugurado el año 1999.

## Historia
La Asociación Museo de los niños es una organización privada sin fines de lucro que está al servicio de la niñez y las familias de El Salvador desde su fundación, hace 25 años. Se crea debido a que la población infantil de El Salvador carecía de una verdadera exposición cultural y de actividades educativas y recreativas que enriquecieran su intelecto, conocimientos y formación. Fue así como en 1998, un grupo multidisciplinario de profesionales se preocupó por explorar la posibilidad de crear un museo interactivo para la niñez, donde la metodología de enseñanza fuera la experimentación divertida bajo la filosofía de “aprender jugando”. 
Con este enfoque el Museo Tin Marín se convirtió en un espacio que ofrece oportunidades prácticas de descubrimiento educativo para la niñez, adolescencia y juventud salvadoreña. Su misión es contribuir al desarrollo integral de la niñez en ciudadanos integrales y creativos, mediante el aprendizaje significativo, la orientación cultural y la experimentación divertida con integridad, innovación y trabajo en equipo. El Museo recibe anualmente alrededor de 188,000 personas, enfocando su atención en diversos recorridos en las 32 exhibiciones permanentes y temporales con las que cuenta, convirtiéndose en una herramienta educativa complementaria a la educación.

## Áreas educativas y exhibiciones
Actualmente las experiencias educativas dentro de las exhibiciones del Museo se basan en 5 áreas educativas: 
- Ciencia y tecnología
- Arte y cultura
- Comunicación y expresión
- Salud y prevención
- Medio ambiente

Tin Marín cuenta con 32 exhibiciones permanentes que estimulan la creatividad, fortalecen los conocimientos y desarrollan las destrezas y habilidades de los niños en un ambiente que promueve la cultura y el trabajo en equipo.

#### Exhibiciones
1. La Energía y sus Guardianes: Niñas y niños descubren el proceso de generación de diferentes tipos de energía.
2. Banconautas: Una misión espacial donde aprenderás sobre el ahorro, el gasto responsable, la honestidad y el buen uso del dinero.
3. Reúso y Reciclaje: aprendes a realizar papel y reutilizar materiales para crear manualidades.
4. Planeta Verde: Esta exhibición tiene como propósito sensibilizar sobre el cuido del medio ambiente, el uso adecuado del agua y la valoración de la biodiversidad del país.
5. El Avión: Un recorrido que describe los requerimientos y pasos para realizar un viaje aéreo que lleva a los visitantes a la cabina real de una aeronave.
6. Hospital Tin Marín: niñas y niños asumen diferentes roles de una institución de salud; desde la recepción, la enfermería, la farmacia y hasta la sala de operaciones.
7. Mi Cuerpo Me Pertenece a Mí: Un recorrido que lleva a niñas y niños a un proceso de reflexión de la importancia del respeto y cuido de su propio cuerpo. Es la única exhibición de la región que aborda la prevención del abuso.
8. El Súper: los visitantes hacen sus compras saludables y reponsables, además de que aprenden sobre una dieta balanceada.
9. La Placita del Emprendimiento: niñas y niños aprenden sobre cómo emprender su propio negocio, estrategias de compra y venta, además conocen las unidades de peso, medida y capacidad.
10. Riesgolandia: Aprendes cómo prevenir desastres, practica la reacción adecuada y conoce que puedes hacer para proteger nuestro planeta.
11. El Mariposario:  Los visitantes entrarán en contacto directo con una variedad de mariposas, conocerán sobre su metamorfosis y datos curiosos sobre su maravilloso mundo.
12. La Estación de Bomberos: Los niños jugarán a ser bomberos y aprenderán las reglas básicas para prevenir incendios.
13. La Casa de la Gravedad: Aquí se aprecia la fuerza y el efecto de la gravedad, así como también fenómenos como la percepción y el equilibrio.
14. El Tren: A través de esta exhibición se incremente el nivel de conocimiento y curiosidad por el país y su cultura, permitiendo desarrollar una percepción más positiva de El Salvador y una mejor visión de su futuro.
15. Burbujulandia: Los niños juegan con burbujas de todos los tamaños, pueden entrar en una burbuja gigante y aprender trucos para hacer mejores burbujas.
16. El Teatrino: Con el uso de títeres y disfraces los niños practican su expresión artística-corporal, exteriorizando sentimientos, siendo creativos, y reafirmando la confianza en sí mismos.
17. La Cama de Clavos: Los visitantes aprenden las leyes físicas que evitan que los clavos les pinchen, al practicar su coraje y valor acostándose sobre una cama de clavos.
18. Leamos un Cuento: Los niños practican la predicción, comprensión de la lectura y auditiva, mientras escuchan un cuento e interactúan.
19. La Tele: Nuestros visitantes se convierten en reporteros, animadores o camarógrafos. Aprenden a trabajar en equipo y a asumir papeles.
20. La Fábrica del Color: Un mundo lleno de color en donde se aprenden sobre la importancia de realizar una producción responsable, a través de actividades experimentales donde se promoverá la inventiva, el cuidado de los recursos naturales, el trabajo en equipo y la experimentación creativa.
21. Jugando y Construyendo: Estimula la creatividad, las habilidades motoras al permitirles que construyan con piezas de diferentes colores y tamaños.
22. Ciudad de los Dientes: Entran en una boca gigante, mientras aprenden los nombres y las funciones de cada pieza dental. Combatirán las caries y saldrán motivados para mantener la mejor higiene bucal.
23. Los Sentidos: Los visitantes conocerán el funcionamiento y cuidado de los cinco sentidos, a través de la experimentación divertida.
24. Dulce Hogar de Azúcar: Descubrirán el interesante mundo del azúcar, convirtiéndose en un experto nutricionista y demostrarás tu habilidad física.
25. Aguacero: Los niños se divierten jugando con agua en un circuito de 5 mesas donde aprenderás sobre las diferentes cosas que se pueden lograr con la fuerza del agua.
26. Ciberespacio: Jugarán dentro de un cubo de 3 pisos y resolverán diferentes retos en el camino donde aprenderán sobre los riesgos al navegar en Internet y cómo prevenirlos.
27. El Barco: Los visitantes podrán convertirse en capitán o tripulante del Barco de Tin Marín y aprender sobre las partes de un barco, los tipos de pesca y el respeto hacia los océanos.
28. Huertos Caseros: Aprenderán a cultivar tu propio huerto en casa.
29. El Planetario: Amplía el horizonte cultural y educativo de nuestros niños, despierta su curiosidad respecto a su lugar en el mundo y en el universo.
30. Conecta-2: Conocerás las nuevas tecnologías y aprenderás cómo aprovecharlas.
31. La Geotermia: Aprenderán cómo se produce la energía geotérmica y cómo se distribuye en armonía con la naturaleza. También aprenderán el curso del vapor yendo desde los ausoles hasta experimentar como se convierte en gotas de agua en una torre de enfriamiento.
32. Mapas Satelitales: Los niños pueden interactuar con el mapa satelital de El Salvador a escala gigante ubicado sobre el piso del Salón de Usos Múltiples. Además, observan el mapa gigante de Centroamérica donde tienen la perspectiva de ubicación y tamaño de nuestros países vecinos.

## Programas

### Tin Marín Móvil
En el 2017 nació Tin Marín Móvil, un programa de extensión educativa que recorre diferentes departamentos y municipios del país impactando de forma positiva a niñas, niños y adolescentes provenientes de comunidades alejadas, poco accesibles y de bajos recursos que difícilmente pueden visitar el museo. Es a través de esta metodología de visitas móviles que se generan espacios donde la niñez puede participar en actividades lúdicas que estimulen su proceso de desarrollo integral.

### Museo inclusivo
Desde el año 2012 el Museo cuenta con Accesibilidad Universal, gracias al patrocinio de diversos cooperantes. Tin Marín es creyente que se debe generar un cambio actitudinal y hacer conciencia para sumar esfuerzos para un trabajo de multiplicación a gran escala en donde las personas con discapacidad, sobre todo la niñez, se sientan involucrada en la sociedad, vistos y tratados por igual, sin ninguna distinción.  

### Voluntariado
En el 2012 el programa de Guías Voluntarios fue creado para que jóvenes de 15 a 25 años tuvieran la oportunidad de formarse y relacionarse dentro del museo con la niñez salvadoreña, convirtiéndoles en promotores del aprendizaje a través del juego. Hasta el momento más de 4,000 jóvenes ha participado del programa, contribuyendo a la formación de la juventud salvadoreña mediante un innovador método de voluntariado, donde se puede acceder a una beca para estudios, para desarrollar habilidades en entornos laborales fomentando la responsabilidad y liderazgo y para ser agentes de cambio en sus entornos.

### Visita Escolar
Tin Marín genera la oportunidad de experimentar y reforzar los conocimientos adquiridos en el aula. Los estudiantes junto a sus docentes complementan su aprendizaje a través de la observación y conociendo de primera mano aspectos científicos, culturales, tecnológicos y de prevención.
Para visitar el Tin Marín con la escuela, iglesia o comunidad, es importante seguir los siguientes pasos:
1. Programar y reservar la visita.
2. Pregunta por promociones al WhatsApp: 6820-1024.
3. Preparar con tiempo a los estudiantes y padres de familia.
4. Planificar transporte.
5. Realizar la visita según las indicaciones dadas por el asesor Tin Marín.

### Visita Patrocinada
Este programa beneficia a niños y niñas de comunidades, iglesias, fundaciones o escuelas de escasos recursos, a través de brindarles la experiencia de aprender jugando en Tin Marín. Los fondos son donados por parte de empresas con sus programas de Responsabilidad Social o personas altruistas que tienen el deseo de ayudar.

## Alianzas
La Asociación museo de los niños, Tin Marín, cuenta con más 50 socios de todos los sectores productivos, entre pequeñas, medianas y grandes empresas, fundaciones, universidades y medios de comunicación, con quienes desarrolla iniciativas y acciones que impactan de manera directa e indirecta a los más de 130,000 visitantes que reciben en sus instalaciones cada año; permitiéndoles a sus socios ser parte de una alianza estratégica con enfoque de responsabilidad social empresarial, así como también una participación activa que genera transformaciones en la niñez, la juventud y las familias salvadoreñas. 
Por más de 15 años el Museo ha impulsado iniciativas de inclusión, voluntariado, cultura de paz, prevención de violencia, empleabilidad, derechos humanos, entre otros; así mismo ha manejado fondos cooperantes internacionales como locales, tales como: La Oficina de Naciones Unidas contra la Droga y el Delito (UNODC), Fundación EDUCO, Fundación Gloria de Kriete, TELUS El Salvador, Dona tu Cora, Organización Internacional para las Migraciones (OIM), Fondo del secretario general para la consolidación de la Paz de Naciones Unidas, Agencia de los Estados Unidos para el Desarrollo Internacional (USAID), entre otros.

## Hitos
Reconocimiento Naciones Unidas
En 2019, Naciones Unidas reconoció el trabajo del Museo Tin Marín gracias al apoyo de la Oficina de Naciones Unidas contra la Droga y el Delito (UNODC), quien facilito para que la presidenta del Museo diera a conocer el trabajo que realiza Tin Marín en beneficio de la niñez salvadoreña. Durante la sesión se compartió el éxito de "Ciberespacio", la primera exhibición en la región en abordar el tema del ciberdelito.
Somos parte de la Red Internacional de Museos unidos a la International Council of Museums - ICOM
En el 2019, Tin Marín se unió a la Association of Children´s Museums (ACM). Desde el 2015, nuestro Director ejecutivo, Juan Carlos Novoa, forma parte de la Junta Directiva, quien promueve fuertemente la unión de los museos de la región.

#### Premio de TIGO 2022
En el Marco de la celebración de los 30 años de Tigo El Salvador, recibimos un importante reconocimiento por ser una
institución aliada para la implementación de proyectos sociales de alto impacto.

#### Galardón Disability Awards
En 2022, el Museo fue galardonado con el premio "Disability Awards" por parte de la Embajada Británica en El Salvador y
Fundación Empresarial para la Acción Social (FUNDEMAS), por ser una organización aliada en la inclusión de personas con discapacidad.